# Évigny
Évigny é uma comuna francesa na região administrativa de Grande Leste, no departamento Ardenas. Estende-se por uma área de 4,3 km². Em 2010 a comuna tinha 193 habitantes (densidade: 44,9 hab./km²).